# دايفيد سوتون
دايفيد سوتون (بالإنجليزية: David Sutton)‏ هو صحفي بريطاني، ولد في 1966.